# Lavoisiera crassinervia
Lavoisiera crassinervia är en tvåhjärtbladig växtart som beskrevs av Célestin Alfred Cogniaux. Lavoisiera crassinervia ingår i släktet Lavoisiera och familjen Melastomataceae. Inga underarter finns listade i Catalogue of Life.